# Трояновский, Викентий Войцехович
Викентий Войцехович Трояновский (пол. Wincenty Trojanowski; (1859, Варшава — 1928, там же) — польский художник и медальер.
С 1880 по 1887 год обучался в Императорской Академии Художеств в Санкт-Петербурге.
В 1882 году был награждён второй серебряной медалью. В 1883 г. окончил научный курс.
27 февраля 1887 г. удостоен звания неклассного художника.
По окончании академии выехал за рубеж. С 1887 года работал в Мюнхене.
Кроме живописи, работал и в жанре медальерного искусства. В Российском государственном историческом архиве хранится один из проектов ордена в память 300-летия Дома Романовых, выполненный художником В. Трояновским. Он представляет собой лист плотной бумаги, на котором акварелью изображены четыре варианта или степени ордена.

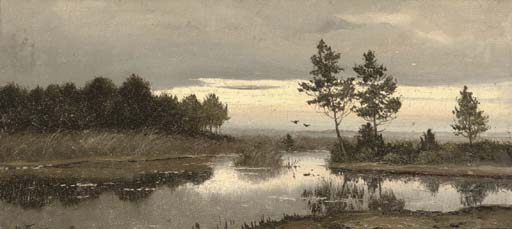
Утро над озером
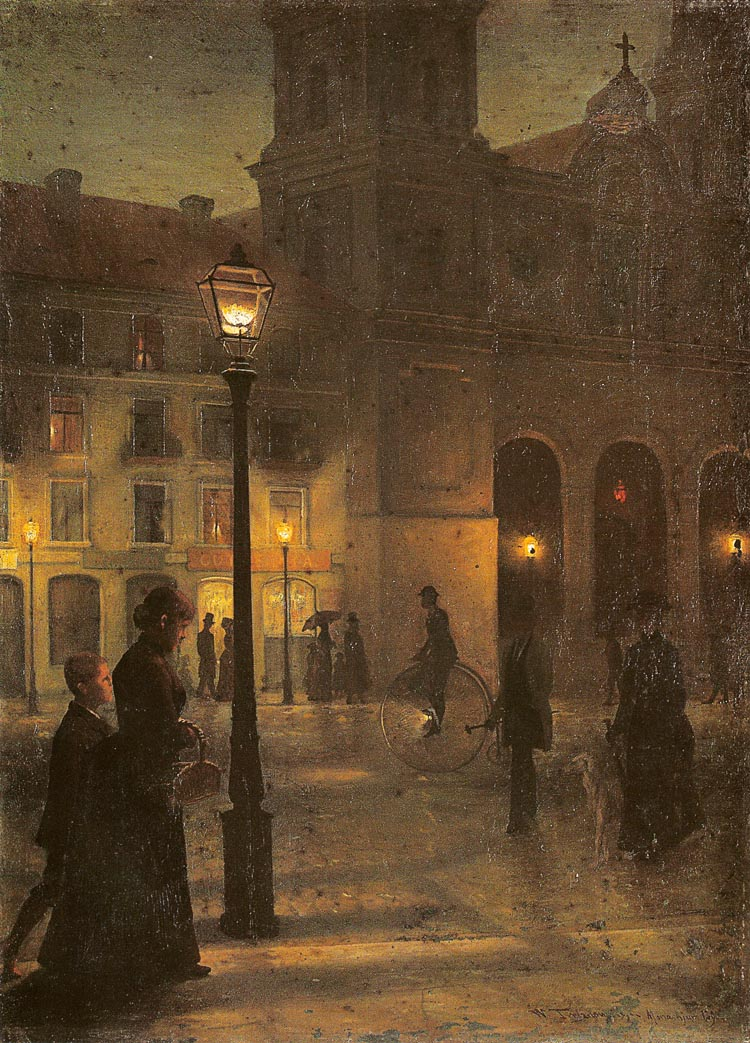
Площадь Максимилиана в Мюнхене ночью
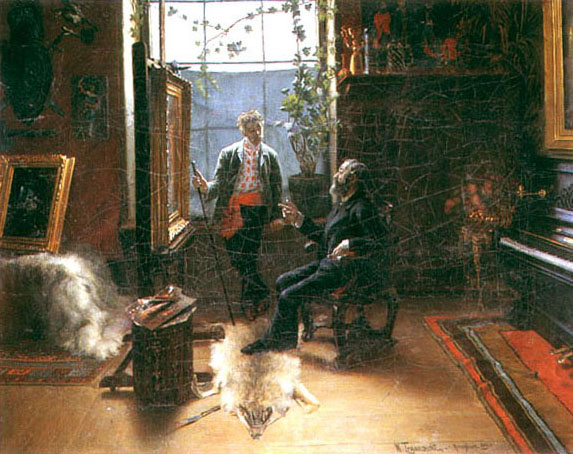
Критик у художника
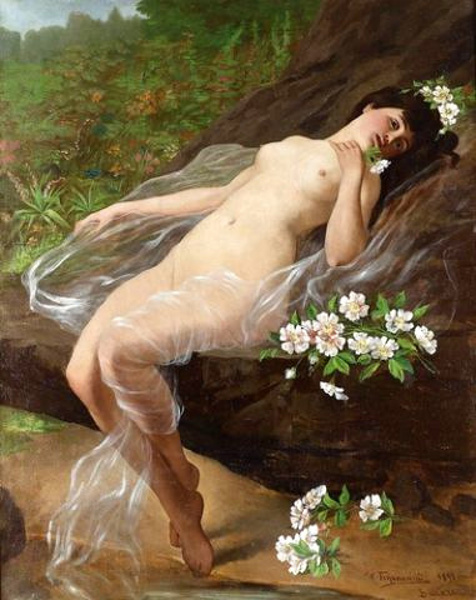
Обнаженная на камне
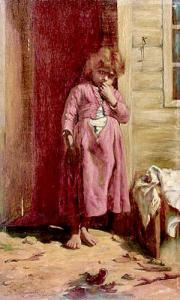
Сиротка
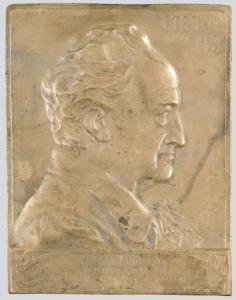
Гёте